# Gaspare Pacchierotti

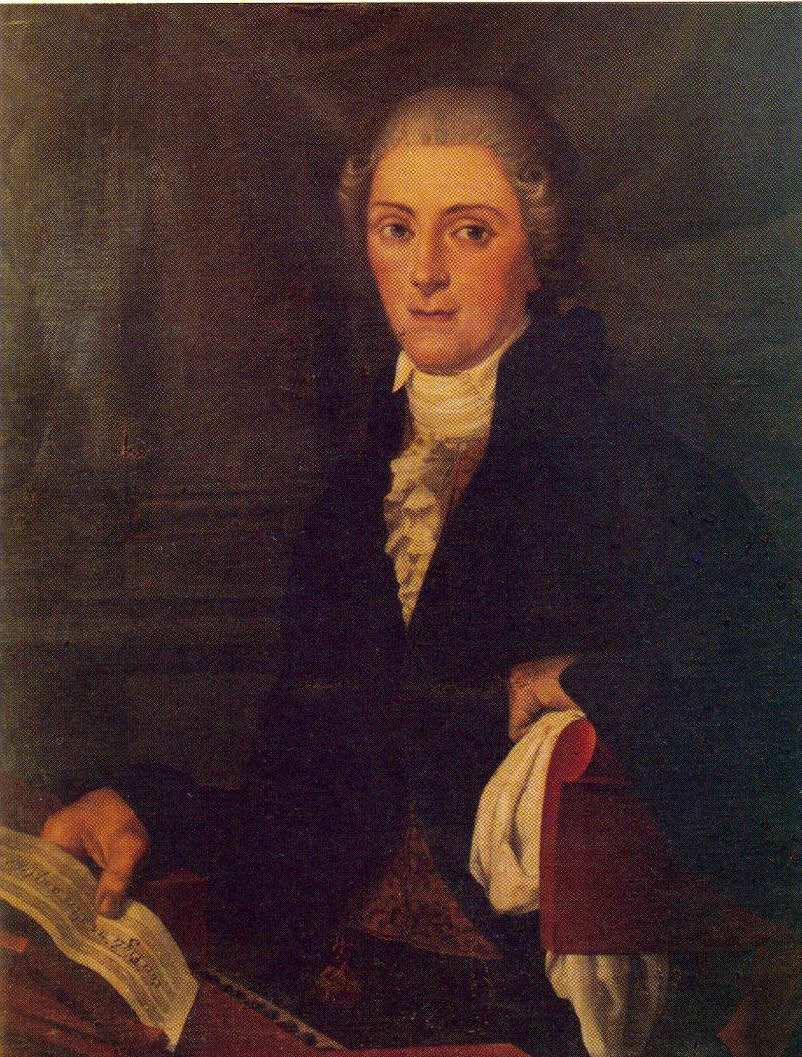
Gaspare Pacchierotti, um 1790

Gaspare Pacchierotti (auch Gasparo, und Pacchiarotti; getauft am 21. Mai 1740 in Fabriano (Ancona); † 28. Oktober 1821 in Padua) war ein italienischer Opernsänger und Kastrat (Sopran). Er hatte eine internationale Karriere, die ihn bis nach London führte, und war einer der letzten ganz großen Kastraten.

## Leben
Über seine Kindheit und Jugend ist wenig bekannt. Einer seiner Vorfahren soll der Renaissance-Maler Jacopo del Pecchia, genannt „Pacchierotto“, aus Siena gewesen sein. Laut Zanatta ist bekannt, dass Gaspare vor seinem 12. Lebensjahr kastriert wurde.
Vermutlich hatte er Unterricht an der Kathedrale von Forlì oder mit Ferdinando Bertoni am Markusdom in Venedig. Seine Stimme soll anfänglich zwar füllig gewesen sein und einen Umfang bis c′′′ gehabt haben, aber etwas unstabil und nasal. Daher sang er zunächst nur secondo-Partien und musste viel Fleiß und Übung darauf verwenden, seine Gesangstechnik zu perfektionieren.
Sein Operndebüt hatte Pacchierotti mit 19 Jahren im Teatro dei Nobili in Perugia in Baldassare Galuppis Le nozze di Dorina in einer Frauenrolle (wie üblich bei Kastraten).
In Venedig trat er am 28. Februar 1765 für drei Jahre eine Solistenstelle am Markusdom an und sang im selben Jahr in Innsbruck bei der Hochzeit von Peter Leopold von Habsburg-Lothringen mit der spanischen Infantin Maria Luisa die kleine Partie des Acronte in Romolo ed Ersilia von Johann Adolph Hasse. Die Stars dieser Aufführung waren der Kastrat Gaetano Guadagni und die Sopranistin Anna De Amicis.
In Venedig sang Pacchierotti 1766 den Ulisse am Teatro San Giovanni Grisostomo (1766) in Florian Gassmanns Oper Achille in Sciro. Im Jahr 1769 sang er zum ersten Mal eine primo-uomo-Partie am Teatro San Benedetto, als er für den erkrankten Guadagni (oder Guarducci?) einsprang, und wurde für seine Leistung sehr bewundert. Bei der Oper handelt es sich wahrscheinlich um Galuppis Il re pastore (UA: 17. Juli 1769).
Laut Ferris war Pacchierotti, im Gegensatz zu einigen seiner Kollegen, ein sehr bescheidener und zurückhaltender Mensch, weshalb man über sein Privatleben nur wenig wisse.
Als er (in Venedig 1765 ?) einige Aufführungen neben der berühmten Primadonna Caterina Gabrielli zu singen hatte, und nachdem sie ihre erste Bravourarie gesungen hatte, soll der Sopranist in eine Art Panik ausgebrochen sein, aus Furcht, er habe keine Chance gegen sie. Daher flüchtete er hinter die Kulissen, und rief: „Povero me, povero me! Questo é un portento!“ („Ich Armer, ich Armer! Das ist ein Wunder!“). Nur mit Mühe soll man ihn dazu gebracht haben, auf die Bühne zurückzukehren, aber als er schließlich doch sang, war die Gabrielli selber von seinem Gesang ganz hingerissen.
1770 verließ Pacchierotti die Lagunenstadt und folgte einem Ruf als primo uomo nach Palermo. Es heißt, die damals berühmte Primadonna Anna De Amicis (die ihn schon als secondo uomo kannte) habe ihn zunächst nicht als primo uomo akzeptieren wollen, änderte jedoch ihre Meinung von „Verachtung zu ehrlicher und herzlicher Bewunderung“, nachdem sie mit ihm gesungen und ihn gehört hatte. Die De Amicis wurde dann für mehrere Jahre seine Bühnenpartnerin am Teatro San Carlo von Neapel, wo er 1771 zum ersten Mal in Jommellis Ifigenia in Tauride sang. Am selben Theater folgten bis 1776, immer neben Anna De Amicis, Auftritte unter anderem in Pasquale Anfossis Nitteti (UA: 13. August 1771), Ezio von Antonio Sacchini (UA: 4. November 1771) und Alessandro nell’Indie von Niccolò Piccinni (UA: 12. Januar 1774). Der böhmische Komponist Josef Mysliveček wirkte ebenfalls während dieser Zeit in Neapel und komponierte für Pacchierotti die männlichen Hauptrollen in seinen Opern Romolo ed Ersilia (UA: 13. August 1773), und Ezio (30. Mai 1775)
Während dieser Zeit hatte Pacchierotti außerdem Auftritte in Bologna in Bertonis Olimpiade (Karneval 1773), am Hoftheater von Neapel in Glucks Orfeo (Karneval 1774), und war auch in Mailand am Regio Ducal Teatro (Karneval 1775).
1776 verließ er Neapel für immer und trat danach zunächst in Rom und Florenz auf. Im selben Jahr sang er in Forlì die Rolle des Arbace in Metastasios Artaserse (Komponist: Bertoni ?), und rührte in einer Szene, in der er freiwillig anstelle seines (Bühnen-)Vaters in den Tod gehen musste, mit seinem ausdrucksvollen Gesang das ganze Publikum und das Orchester so sehr, dass die Musiker ihren Einsatz vergaßen. Als er den Dirigenten aufforderte zu spielen, antwortete dieser: „Ich weine, O Signore…“.
Pacchierotti hatte auch die Ehre, bei der Eröffnung der Mailänder Scala am 3. August 1778 als primo uomo mitzuwirken, in der Rolle des Asterio in Antonio Salieris L' Europa riconosciuta.

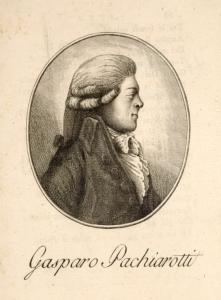
Gaspare Pacchierotti um 1785

Danach begab er sich zum ersten Mal nach London, wo er einen durchschlagenden Erfolg hatte, unter anderem als Arbaces in Bertonis Artaserse (UA: 23. Januar 1779), und als Aeneas in Enea e Lavinia von Antonio Sacchini (UA: 25. März 1779). In beiden Opern sang er neben Antonia Bernasconi und dem Bass Valentin Adamberger. Er avancierte zum Publikumsliebling und gab bis 1791 noch mehrere Gastspiele in England (siehe auch die Opernliste unten). Aus seiner Londoner Zeit sind einige gute Beschreibungen seiner Gesangskunst erhalten. Die gesamte Familie von Charles Burney war von Pacchierottis Gesang hingerissen und Susan Burney schrieb an Fanny über seinen Auftritt in Sacchinis Oper Rinaldo: „...Pacchierotti hat mich bezaubert, nicht nur in seinen Arien, sondern auch mit jedem Wort in den Rezitativen.“ Über seinen spektakulären Stimmumfang und seine Verzierungskunst schrieb sie später:

„Er hat sich mit allen möglichen Pirouetten amüsiert und ließ seine Stimme so tief sinken und so hoch steigen, wie er konnte – ich wusste, dass ihm sein Umfang erlaubt Tenorarien zu singen, aber ich habe nicht geahnt, dass er mit Agujari und Danzi in ihren Höhen rivalisieren kann – und glaube mir, wenn ich Dir sage, und es ist die Wahrheit, dass er in einer seiner Rouladen bis zum höchsten f (also f′′′; Anm. d. Übers.) des Cembalos aufgestiegen ist.“

1780–1781 war er wieder in Italien, um im Teatro San Benedetto in Venedig als Rinaldo in Bertonis Armida abbandonata (UA: 26. Dezember 1780), und in Giuseppe Sartis Oper Giulio Sabino zu singen (UA: Januar 1781).
Es folgte von 1782 bis 1784 sein zweites Londoner Engagement, mit Auftritten in Venanzio Rauzzinis L’eroe cinese (UA: 16. März 1782) und Creusa in Delfo (UA: 29. April 1783), sowie in Bertonis Cimene (UA: 7. Januar 1783) und in Pasquale Anfossis Issipile (UA: 8. Mai 1784). Er wirkte in London 1784 auch bei einem Händel-Konzert mit, bei dem Auszüge aus den Oratorien Joshua und Israel in Egypt erklangen.
Zurück in Venedig, arbeitete er ab Ende 1784 in den folgenden Jahren häufig mit dem Komponisten Francesco Bianchi (1752–1810) zusammen, der für ihn Hauptrollen in mehreren seiner Opern schrieb: Il disertore (UA: 26. Dezember 1784), Alessandro nell’Indie (UA: 28. Januar 1785), L’orfano cinese (UA: 30. Januar 1787), La morte di Cesare (UA: 27. Dezember 1788) und Daliso e Delmita (UA: 12. Juni 1789).
1786 sang er in Paris vor Königin Marie Antoinette, die zu ihm sagte: „Wenn Eure Londoner Pflichten beendet sind, Pacchierotti, erinnert Euch, dass Ihr dann unser seid. In drei Jahren sehen wir uns wieder“. Wegen des Ausbruchs der Französischen Revolution kam es jedoch nicht dazu.
Bei seinem letzten London-Aufenthalt 1791 sang er neben Gertrud Elisabeth Mara noch einmal eine seiner Glanzrollen, die Titelpartie in Ferdinando Bertonis Quinto Fabio, und außerdem die männlichen Hauptrollen in Sacchinis Armida und in Sartis Idalide. Er lernte auch Joseph Haydn kennen, der ihn bei Aufführungen seiner Kantate Arianna a Naxos, persönlich begleitete.
1792 in Venedig war Pacchierotti der primo uomo bei der Eröffnung des Teatro la Fenice, in Paisiellos I giuochi d’Agrigento (UA: 16. Mai 1792), neben Brigida Banti und dem berühmten Tenor Giacomo David. Im La Fenice beendete er im Jahr darauf auch seine Karriere, weil er selber das Theater auf der Höhe seiner Kunst verlassen wollte, und nicht erleben wollte, dass „das Theater ihn verlassen würde“. Die letzten Partien, die für ihn komponiert wurden, waren die Titelrolle in Francesco Bianchis Tarara, o sia La virtù premiata (UA: 26. Dezember 1792) und Don Pietro in Giuseppe Giordanis Ines de Castro (UA: 28. Januar 1793).
Nach seiner Bühnenlaufbahn zog sich Pacchierotti nach Padua zurück und wohnte anfangs in der Ca’ Farsetti nahe Prato della Valle, die ursprünglich dem bekannten Humanisten Pietro Bembo (1470–1547) gehört hatte. Er erhielt Besuch von vielen Künstlern und Schriftstellern, wie Carlo Goldoni (1707–1793), Vittorio Alfieri (1749–1803), Antonio Canova (1757–1822), Ugo Foscolo (1778–1827) und Stendhal (1783–1842).
Während der Napoleonischen Kriege 1796 musste Pacchierotti, obwohl er schon einige Jahre nicht mehr aufgetreten war, (zwangsweise) vor Napoleon Bonaparte im Teatro Nuovo in Padua singen und wurde danach vom Feldherrn aufgefordert, sich neben ihn zu setzen (was als Ehrung gedacht war).
Nach dem Tode und zu Ehren seines Lehrers und Freundes Ferdinando Bertoni sang Pacchierotti in Venedig 1814 bei dessen Obsequien.
Als Gioachino Rossini den alten Sänger besuchte, beklagte dieser den Verfall des Gesangs zugunsten von „ohrenbetäubenden und luxuriösen Neuheiten“. Darauf meinte der Komponist: „Gebt mir einen Pacchierotti und ich werde auch für diesen zu schreiben wissen“ („Datemi un Pacchierotti e saprò scrivere anche per esso!“).
Später übersiedelte Pacchierotti in eine Villa in der Umgebung von Padua. Noch im hohen Alter soll er täglich gesungen haben und es ist überliefert, dass er sagte, er habe von den Psalmen Benedetto Marcellos „das wenige gelernt, was er wisse“.
Kurz vor seinem Tode mit 81 Jahren soll er Gott darum gebeten haben, ihn „in seinen bescheidensten Chören aufzunehmen“ („si compiacesse aggregarlo fra i suoi più umili cori“). Kurz darauf starb er an einem Ödem und wurde in einer kleinen Kapelle in der Nähe seiner Villa bestattet.

## Stimme und Kunst
Gaspare Pacchierotti war laut Ferris „der Dritte in der großen Triade männlicher Sopranisten im 18. Jahrhundert“ neben Farinelli und Caffarelli, und „der Glanz seines Rufes leuchtet nicht schwach („dimly“) im Vergleich zu den beiden anderen“. Er besaß nicht das gute Aussehen wie einige andere Kastraten (Farinelli, Luigi Marchesi, Velluti), und wurde sogar als hässlich bezeichnet, „dünn und mit einer seltsamen Nase“. Obwohl er als junger Mensch anscheinend auch ein paar Probleme mit der Stimme hatte, und erst eine für damalige Verhältnisse relativ lange und disziplinierte Lehrzeit brauchte (siehe oben), bis er zum primo uomo aufsteigen konnte, muss sein Gesang dann ganz unvergleichlich gewesen sein. Aus den Berichten der Zeitzeugen geht hervor, dass er in jeder Hinsicht überragend und bewegend war, sowohl stimmlich und was die Bravour und Verzierungskunst angeht, als auch im Ausdruck. Er konnte die Menschen zu Tränen rühren (siehe oben).
Der Musikliebhaber Richard Edgcumbe, Earl of Mount Edgcumbe, schrieb über ihn:

„Pacchierottis Stimme war ein Sopran von großem Umfang, voll und süß im höchsten Grade: seine Stärken in der Ausführung waren groß(artig), aber er hatte viel zu guten Geschmack und Verstand, sie auszuspielen, wo es unangebracht gewesen wäre, und beschränkte sich auf eine Bravourarie in jeder Oper, da er sich bewusst war, dass das Hauptvergnügen am Gesang und seine eigene überragende Exzellenz in berührendem Ausdruck und exquisitem Pathos liegen.

Er war so durch und durch Musiker, dass ihm Nichts schwer fiel; jeder Stil war gleich einfach für ihn und er konnte auf den ersten Blick alle Arien von völlig unterschiedlichem Charakter singen, nicht bloß mit der Leichtigkeit und Korrektheit, welche sich aus einer völligen Beherrschung der Musik ergibt, sondern er tauchte sofort in die Vorstellung des Komponisten ein und gab ihr all den Geist und Ausdruck, die jener beabsichtigt hatte. Sein Genie in den Verzierungen und Kadenzen war so groß, dass ihre Vielfalt unerschöpflich war.“

Pacchierotti selber gab im Alter eine Anleitung zum Singen heraus, bekannt ist sein Ausspruch: „Wer weiß, wie man richtig atmet, und eine gute Aussprache hat, kann auch singen“.

## Obduktion 2013
Gaspare Pacchierotti ist nach Farinelli (2006) der zweite Kastrat, dessen sterbliche Überreste im Juli 2013 zu Forschungszwecken exhumiert wurden. Im Gegensatz zu Farinelli, von dem nur schlecht erhaltene Knochenreste gefunden wurden, war Pacchierottis Skelett jedoch als Ganzes ziemlich gut erhalten und ist damit das erste vollständige Skelett eines Kastraten, das je ausgegraben wurde. Die Untersuchungen wurden von Fachleuten der Universität Padua durchgeführt und ergaben ähnlich wie bei Farinelli eindeutige Spuren von Osteoporose und eine Körpergröße von ca. 1,91 m, was für seine Zeit und für Menschen aus Südeuropa enorm groß war. Die Epiphysenfugen der Knochen waren mit 81 Jahren noch nicht verschlossen, was bei Erwachsenen über 23 normalerweise der Fall wäre; bei 90–100 % der Männer über 35 wären die Epiphysenfugen eigentlich nicht mehr zu sehen. Dies alles sind typische Folgen einer vorpubertären Kastration.

Des Weiteren stellte man deutliche Abnutzungsspuren im Bereich der Halswirbelsäule fest, die als typische Verschleißerscheinung von Sängern angesehen wird. Daneben hatte er für einen Menschen, der im hohen Alter von 81 Jahren verstarb, außerordentlich gute und gepflegte Zähne.

## Rollen für Gasparo Pacchierotti
Pacchierotti sang in der Opera seria des späten 18. Jahrhunderts und viele der bedeutendsten italienischen Opernkomponisten schrieben für ihn Partien. Dieses Repertoire ist zu Beginn des 21. Jahrhunderts jedoch fast vollständig vergessen. Obwohl ein Zeitgenosse von Mozart, hat er nie in einer von dessen Opern gesungen, die erst später internationale Beachtung fanden. Es folgt eine Auflistung von Opernpartien, die für Gasparo Pacchierotti komponiert wurden. Datum und Ort beziehen sich auf die Uraufführung. Daneben trat der Sänger in zahlreichen anderen Opern auf, die jedoch nicht direkt für ihn geschrieben worden waren. Auch Wiederaufnahmen erfolgreicher Opern werden hier nicht genannt, können aber auf Corago eingesehen werden, und werden teilweise in der obigen Biographie erwähnt.
- Livietta in Le nozze di Dorina von Baldassare Galuppi; Karneval 1759 – Perugia, Teatro del Pavone.[61]
- Siface in Sofonisba von Antonio Boroni; Mai 1764 – Venedig, Teatro di San Salvatore. Mit Anna De Amicis.[62]
- Ulisse in Achille in Sciro von Florian Leopold Gassmann; Himmelfahrts-Saison 1766 – Venedig, Teatro San Giovanni Grisostomo.[63]
- Oreste in Ifigenia in Tauride von Niccolò Jommelli; 30. Mai 1771 – Neapel, Teatro San Carlo[64]
- ? in Nitteti von Pasquale Anfossi; 13. August 1771 – Neapel, Teatro San Carlo. Mit Anna De Amicis.[65]
- ? in Ezio von Antonio Sacchini; 4. November 1771 – Neapel, Teatro San Carlo. Mit Anna De Amicis.[66]
- Orazio in Il trionfo di Clelia von Giovanni Battista Borghi; 30. Mai 1773 – Neapel, Teatro San Carlo. Mit Anna De Amicis.[67]
- Romolo in Romolo ed Ersilia von Josef Mysliveček; 13. August 1773 – Neapel, Teatro San Carlo. Mit Anna de Amicis.[68]
- Poro in Alessandro nell’Indie von Niccolò Piccinni; 12. Januar 1774 – Neapel, Teatro San Carlo. Mit Anna De Amicis.[69]
- Arsace in Medonte, re d’Epiro von Felice Alessandri; 26. Dezember 1774 – Mailand, Regio Ducal Teatro. Mit Elisabeth Teuber und Luigi Marchesi.[70]
- Poro in Alessandro nell’Indie von Carlo Ignazio Monza; 28. Januar 1775 – Mailand, Regio Ducal Teatro. Mit Elisabeth Teuber und Luigi Marchesi.[71]
- Titelrolle in Ezio von Josef Mysliveček; 30. Mai 1775 – Neapel, Teatro San Carlo. Mit Anna De Amicis.[72]
- Alceo in Il natal d’Apollo von Pasquale Cafaro; (Juni ?) 1775 – Neapel, Teatro San Carlo. Mit Anna de Amicis.[73]
- Demetrio in Antigono von Gaetano Latilla; 13. August 1775 – Neapel, Teatro San Carlo. Mit Anna De Amicis[74]
- Timante in Demofoonte von Carlo Monza; Herbst 1776 – Alessandria, Nuovo Teatro[75]
- Titelrolle in Ezio von Michele Mortellari; 25. Januar 1777 – Mailand, Teatro Interinale.[76]
- Arsace in Medonte von Ferdinando Bertoni; 26/12/1777 – Turin, Teatro Regio.[77]
- Titelrolle in Eumene von Giacomo Insanguine; 31. Januar 1778 – Turin, Teatro Regio.[78]
- Asterio in L’Europa riconosciuta von Antonio Salieri; 3. August 1778 – Mailand, Nuovo Regio Ducal Teatro (Mailänder Scala, Eröffnung !). Mit Francesca Danzi Lebrun.[79]
- Arbaces in Artaserse von Ferdinando Bertoni; 23. Januar 1779 – London, King's Theatre in the Haymarket. Mit Antonia Bernasconi.[80]
- Enea in Enea e Lavinia von Antonio Sacchini; 25. März 1779 – London, King's Theatre in the Haymarket. Mit Antonia Bernasconi und Valentin Adamberger.[81]
- Rinaldo in Armida abbandonata von Ferdinando Bertoni; 26. Dezember 1780 – Venedig, Teatro San Benedetto.[82]
- Sabino in Giulio Sabino von Giuseppe Sarti; Januar 1781 – Venedig, Teatro San Benedetto[83]
- Siveno in L’eroe cinese von Venanzio Rauzzini; 16. März 1782 – London, King's Theatre in the Haymarket.[84]
- Rodrigo in Cimene von Ferdinando Bertoni; 7. Januar 1783 – London, King's Theatre in the Haymarket.[85]
- in Creusa in Delfo von Venanzio Rauzzini; 29. April 1783 – London, King's Theatre in the Haymarket.[86]
- Giasone in Issipile von Pasquale Anfossi; 8. Mai 1784 – London, King's Theatre in the Haymarket.[87]
- Gualtieri in Il disertore von Francesco Bianchi; 26. Dezember 1784 – Venedig, Teatro San Benedetto. Mit Brigida Banti.[88]
- Poro in Alessandro nell’Indie von Francesco Bianchi; 28. Januar 1785 – Venedig, Teatro San Benedetto. Mit Brigida Banti[89]
- Demetrio in Antigono von Niccolò Antonio Zingarelli; 13. April 1786 – Mantua, Regio Ducal Teatro.[90]
- Zamti in L’orfano cinese von Francesco Bianchi; 30. Januar 1787 – Venedig, Teatro San Benedetto.[91]
- Giulio Cesare in La morte di Cesare von Francesco Bianchi; 27. Dezember 1788 – Venedig, Teatro San Samuele[92]
- Sammate in Nitteti von Ferdinando Bertoni; 6. Februar 1789 – Venedig, Teatro San Samuele.[93]
- Daliso in Daliso e Delmita von Francesco Bianchi; 12. Juni 1789 – Padua, Teatro Nuovo.[94]
- Il Senno in L’unione del senno e della fortuna von Ferdinando Bertoni; 19/05/1789 – Venedig, Società de' Filarmonici[95]
- Alceo in I giuochi d'Agrigento von Giovanni Paisiello; 16. Mai 1792 – Venedig, Teatro La Fenice (Eröffnung !). Mit Brigida Banti und Giacomo David.[96]
- Titelrolle in Tarara, o sia La virtù premiata von Francesco Bianchi; 26. Dezember 1792 – Venedig, Teatro La Fenice. Mit Brigida Banti und Giacomo David.[97]
- Don Pietro in Ines de Castro von Giuseppe Giordani; 28. Januar 1793 – Venedig, Teatro La Fenice. Mit Brigida Banti und Giacomo David.[98]